# María Visconti
María Visconti  es una actriz de cine y teatro nacida en Argentina cuyo nombre real era Ana Caputo.

## Filmografía
Intervino en los siguientes filmes:
Actriz
- Facundo, la sombra del tigre   (1994)
- El caso María Soledad   (1993)
- Dios los cría   (1991)
- Sobredosis   (1986)
- La noche de los lápices   (1986) …Profesora de Bellas Artes
- El arreglo   (1983)

Escenografía
- Los superagentes contra los fantasmas   (1986)

## Teatro
Entre los espectáculos en los que participó se encuentran:
Intérprete
- Ruido de rotas cadenas
- El tío loco
- Metamorfosis 87
- Knepp
- Acto Cultural

Intérprete y puesta en escena
- Las criadas  (2015)

"los Siete contra Tebas" Esquilo (1964)
Intérprete y directora
- Electra (1957) actriz

"Bayaceto" Jean Racine (1958) Roxana
"Macbeth" William Shakespeare (1959) Lady Macbeth